# Wemdinger Schäfflertanz

Schäfflertanz 2007 in Wemding

Schäfflertanz 2007 in Wemding

Brauchtum beim Schäfflertanz

Der traditionelle Wemdinger Schäfflertanz findet in einem Turnus von sieben Jahren statt. Er wird von der Wemdinger Schäfflervereinigung ehrenamtlich organisiert und wurde zuletzt im Jahr 2023 an mehreren Stellen der Altstadt aufgeführt.
Der Tanz besteht aus den Figuren „Laube“, „Kreuz“, „Schlange“, „Krone“ und „Changieren“. Zu der Vorstellung gehört außerdem der auf einem Weinfass thronende „Gambrinus“.

## Geschichte
Der Brauch reicht bis in das 16. Jahrhundert zurück. Nachdem die Schreckenszeit der Pest, die in ganz Europa gewütet hatte, vergangen war, wagten sich die Schäffler, die Bezeichnung für Fassmacher, als erstes wieder auf die Straßen, um der restlichen Bevölkerung Mut zu machen und Freude zu bereiten. Dieser Brauch gelangte 1870/71 von München aus nach Wemding. Die heutzutage eher rare Tradition wird seitdem in der Stadt am Riesrand noch regelmäßig ausgeübt.
Im Mittelpunkt stehen die 20 Tänzer mit ihren buchsgebundenen Bögen und der Kronenträger. Weitere Akteure sind der Gambrinus (Schutzpatron der Brauer), der auf einem mannshohen Holzfass thront und das Symbol für die vollendete Arbeit der Fassmacher ist, das Münchner Kindl, das an die Herkunft des Tanzes erinnert und Geißböcke, die den Tänzern unter den Menschenmengen Platz zum Tanz verschaffen.